# Ciriaco
Ciriaco  è un nome proprio di persona italiano maschile.

## Varianti
- Maschili: Cirico[1], Chirico[3], Quirico[4], Quiriaco[5]
- Femminili: Ciriaca[1][4]

### Varianti in altre lingue
- Francese: Cyriaque
- Greco antico: Κυριᾶκος (Kyriakos)[2][6]
- Greco moderno: Κυριάκος (Kyriàkos)[2]
  - Femminili: Κυριακή (Kyriakī)[7]
  - Ipocoristici femminili: Κική (Kikī)[7]

- Latino: Cyriacus[1][2]
  - Femminili: Cyriaca[1][2]
- Polacco: Cyriak
- Portoghese: Ciríaco[2]
- Spagnolo: Ciriaco[2], Ciríaco[2]
- Tedesco: Cyriacus, Cyriakus, Cyriak
- Ungherese: Cirják

## Origine e diffusione
Dal nome greco Κυριᾶκος (o Κυριακός, Kyriakos) che, composto dal termine κύριος (kyrios, "signore") combinato con il suffisso -ακος (-akos, dal valore aggettivale), può essere tradotto come "[uomo] del Signore", "soggetto al Signore" o "consacrato al Signore". Il significato, in breve, è analogo a quello del nome Domenico.

## Onomastico
L'onomastico viene generalmente festeggiato il 4 maggio per i cattolici e il 14 aprile per gli ortodossi in memoria di san Ciriaco di Gerusalemme, vescovo e martire. Sono altresì numerosi i santi e i beati che portano questo nome e, tra gli altri, si possono ricordare:
- 3 gennaio, beato Ciriaco Elia Chavara, fondatore[8]
- 28 febbraio, beato Ciriaco María Sancha y Hervás, cardinale[8]
- 6 marzo, san Quiriaco, sacerdote a Treviri[8]
- 2 maggio, san Ciriaco, martire con i santi Espero, Zoe e Teodulo in Attalia[8]
- 16 giugno, san Quirico, martire con la madre Giulitta[9]
- 18 giugno, san Ciriaco, martire con santa Paola in Africa[8]
- 8 agosto, san Ciriaco di Roma, diacono e martire[8]
- 21 agosto, santa Ciriaca di Roma, vedova e martire[4][8]
- 23 agosto, san Ciriaco, martire con altri compagni a Ostia[8]
- 19 settembre, san Ciriaco da Buonvicino, abate[8]
- 29 settembre, san Ciriaco o Quiriaco, eremita in Palestina[8]
- 24 ottobre, san Ciriaco, martire con san Claudiano a Gerapoli[8]

## Persone

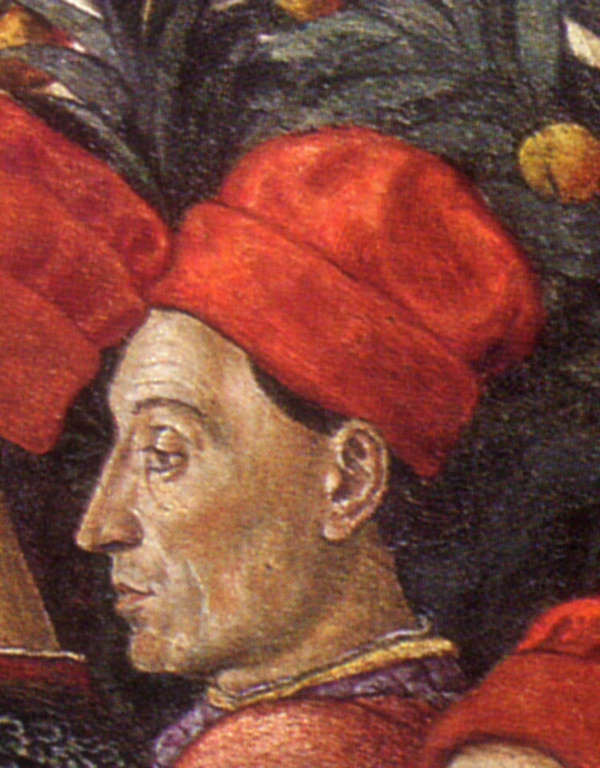
Ciriaco Pizzecolli

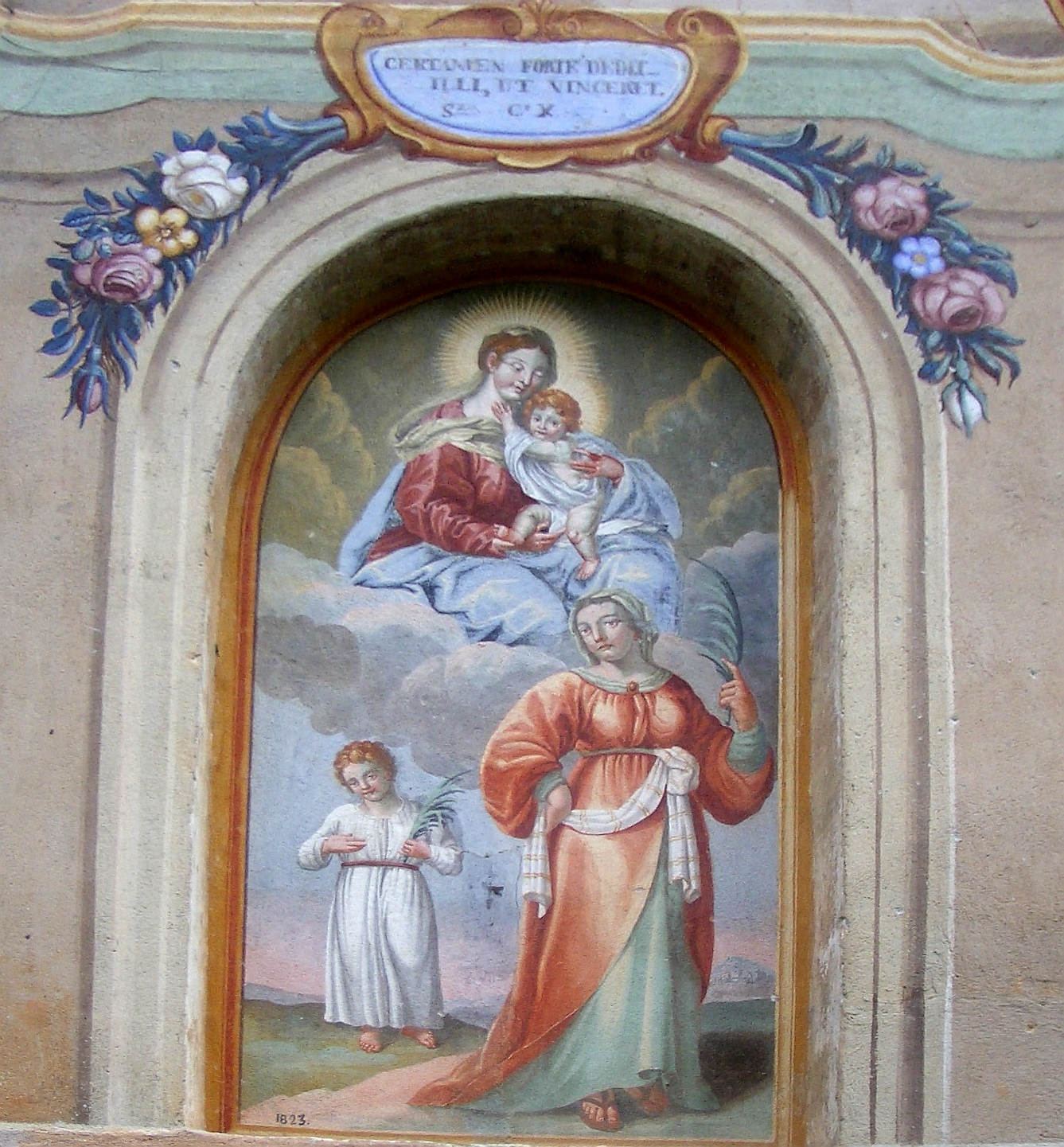
I santi Quirico e Giulitta

- Ciriaco d'Ancona, archeologo, umanista, epigrafista e viaggiatore italiano
- Ciriaco di Gerusalemme, vescovo di Gerusalemme e santo
- Ciriaco di Roma, santo romano
- Ciriaco Carru, carabiniere italiano
- Ciriaco De Mita, politico italiano
- Ciriaco Errasti, calciatore spagnolo
- Ciriaco Mattei, collezionista d'arte italiano
- Ciriaco Rocci, cardinale e arcivescovo cattolico italiano
- Ciriaco María Sancha y Hervás, cardinale e arcivescovo cattolico spagnolo
- Ciriaco Sforza, allenatore di calcio e calciatore svizzero

### Variante Quirico
- Quirico, santo romano
- Quirico Bernacchi, ciclista su strada italiano
- Quirico Filopanti, politico, astronomo e matematico italiano
- Quirico Semeraro, imprenditore e dirigente sportivo italiano
- Quirico Travaini, vescovo cattolico italiano

### Variante Kyriakos
- Kyriakos Iōannou, atleta cipriota

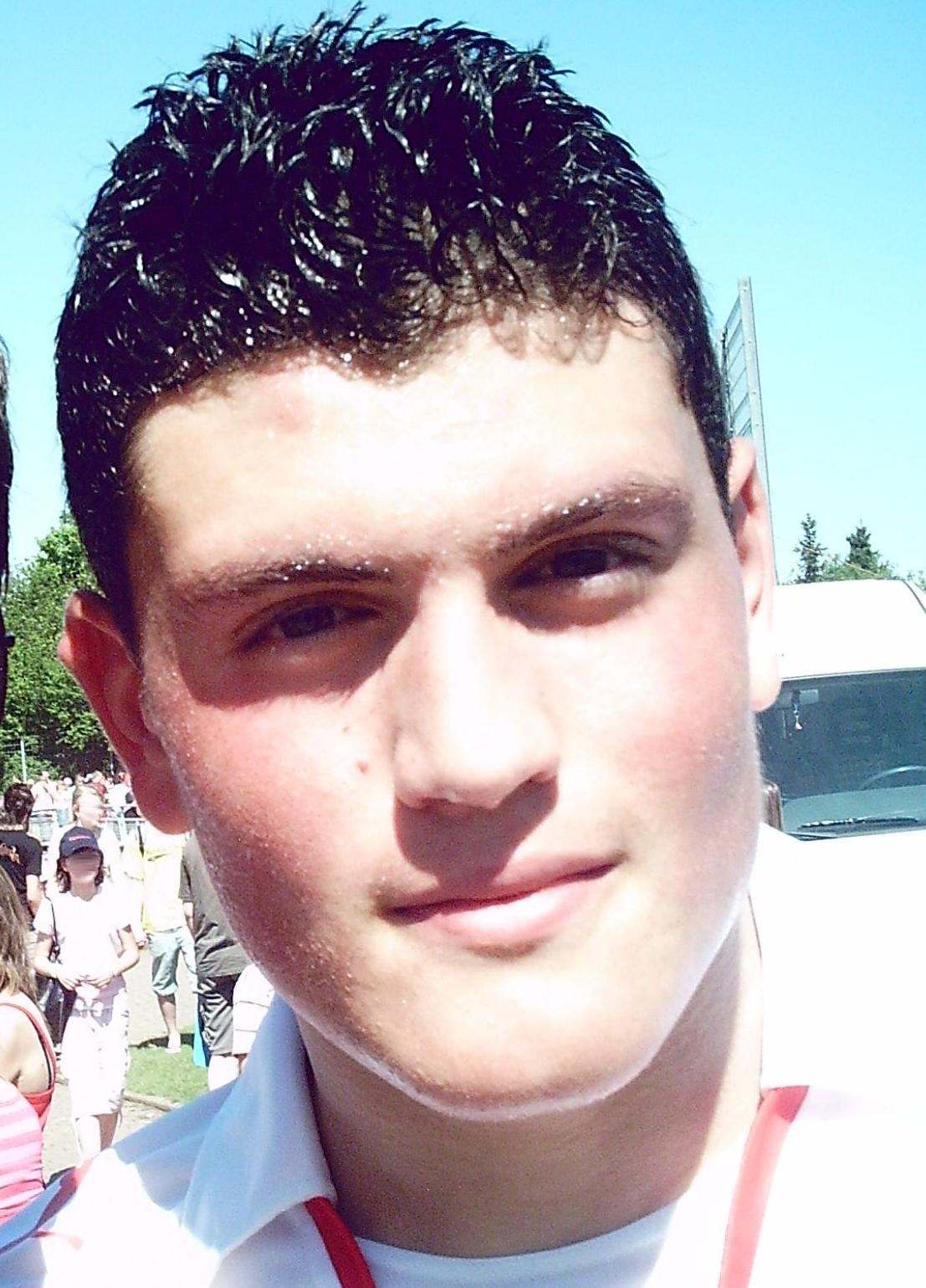
Kyriakos Papadopoulos

- Kyriakos Papadopoulos, calciatore greco
- Kyriakos Pavlou, calciatore cipriota

### Altre varianti maschili
- Cyriaque Louvion, calciatore francese

### Varianti femminili
- Ciriaca di Pianella, santa romana
- Kyriakī Liosī, pallanuotista greca

## Il nome nelle arti
- Quirico Filopanti era uno pseudonimo usato da Giuseppe Barilli, politico, astronomo e matematico italiano.